# Dwayne Haskins
Dwayne Haskins Jr. (Highland Park, New Jersey, 1997. május 3. – Fort Lauderdale, Florida, 2022. április 9.) amerikai amerikaifutball-játékos, pozíciója quarterback (irányító).

## Életrajz
2019-ben igazolta le a Washington Commanders (akkor még Washington Redskins). 2021-ben került a Pittsburgh Steelers csapatához. 2022. április 9-én halálra gázolta egy teherautó, mikor a Fort Lauderdale-Hollywood Nemzetközi Repülőtér közelében át akart kelni az autópályán.